# 深広寺 (久喜市)
深廣寺（じんこうじ）は、埼玉県久喜市にある浄土宗の寺院。

## 歴史
1615年（元和元年）、並木五郎平の開基である。五郎平は下総国葛飾郡栗橋村（現・茨城県猿島郡五霞町元栗橋）から村人を引き連れて上河辺新田（後の栗橋宿）を開墾した人物である。五郎平は無涯を開山として招聘して寺を創建した。
当寺第2世住職単信は「六角名号塔」の造立を思い立った。単信は石工とともに伊豆国に赴き、21基の供養塔を製作して持ち帰ろうとしたが、嵐に遭遇してしまった。単信は龍神の仕業として1基の供養塔を水中に投じて難を逃れたという。
その後、第9世住職法信が、単信が水中に投じて欠けた1基分を新たに製作して設置した。そのため、現在の六角名号塔は21基となっている。

## 文化財
- 木造単信上人椅像（久喜市指定文化財 昭和53年3月29日指定）[3]
- 六角名号塔（久喜市指定文化財 昭和53年3月29日指定）[4]
- 並木五郎平の墓（久喜市指定史跡 昭和53年3月29日指定）[5]

## 交通アクセス
- 栗橋駅より徒歩12分。